# ایگور پیساروف
ایگور پیساروف (روسی: Игорь Писарев؛ ۱۹ فوریهٔ ۱۹۳۱ – ۱ ژانویهٔ ۲۰۰۱) قایقران کانو اهل اتحاد جماهیر شوروی سوسیالیستی بود.